# سكيب همفري
سكيب همفري (بالإنجليزية: Skip Humphrey)‏ هو محامي وسياسي أمريكي، ولد في 26 يونيو 1942 في منيابولس في الولايات المتحدة. حزبياً، نشط في حزب العمال المزارعين الديمقراطيين في مينيسوتا والحزب الديمقراطي. وقد انتخب عضو مجلس ولاية مينيسوتا وانتخب المدعي العام لمينيسوتا ‏ (3 يناير 1983 – 6 يناير 1999).